# Ma-ayon, Capiz
Ma-ayon là một đô thị hạng 4 ở tỉnh Capiz, Philippines. Theo điều tra dân số năm 2000 của Philipin, đô thị này có dân số 32.700 người trong 6.395 hộ.

## Các đơn vị hành chính
Ma-ayon được chia thành 32 barangay.
| - Aglimocon - Alasaging - Alayunan - Balighot - Batabat - Bongbongan - Cabungahan - Canapian - Carataya - Duluan - East Villaflores | - Fernandez - Guinbi-alan - Indayagan - Jebaca - Maalan - Manayupit - New Guia - Quevedo (Ngalan) - Old Guia - Palaguian - Parallan | - Piña - Poblacion Ilawod - Poblacion Ilaya - Poblacion Tabuc - Quinabonglan - Quinat-uyan - Salgan - Tapulang - Tuburan - West Villaflores |